# Eu Nunca...
Eu Nunca... (no original, em inglês: Never Have I Ever) é uma série de televisão estadunidense de drama adolescente e comédia romântica estrelada por Maitreyi Ramakrishnan, criada pela atriz, produtora e roteirista Mindy Kaling e pela roteirista Lang Fisher. A comédia é parcialmente baseada na história real da infância de Kaling, crescendo na área de Boston. Ela estreou na Netflix em 21 de maio de 2020 e aborda a história de uma estudante americana com ascendência indiana do ensino médio, lidando com a morte de seu pai e a vontade de subir na pirâmide social de sua escola. A série recebeu muitas críticas positivas.
Eu Nunca... recebeu críticas positivas da crítica especializada, descrita como um divisor de águas para a representação do Sul da Ásia em Hollywood e elogiada por quebrar os estereótipos asiáticos. Em 1 de julho de 2020, a Netflix renovou a série para uma segunda temporada, lançada em 15 de julho de 2021. Em 19 de agosto de 2021, a Netflix renovou a série para uma terceira temporada,que teve sua estreia no dia 12 de agosto de 2022. A série foi renovada para uma quarta e última temporada, que estreou em 8 de junho de 2023.

## Enredo
A série gira em torno de Devi Vishwakumar (Maitreyi Ramakrishnan), uma jovem adolescente de ascendência indiana e origem tâmil, que reside em Sherman Oaks, Los Angeles, Califórnia, nos Estados Unidos. Depois de perder repentinamente seu pai, Mohan (Sendhil Ramamurthy), Devi perde a sensibilidade nas pernas devido ao trauma psicológico, tornando-a incapaz de andar por três meses. Um ano depois, Devi está determinada a subir na pirâmide social no colégio, porém suas melhores amigas, Eleanor (Ramona Young) e Fabiola (Lee Rodriguez), sua mãe, a bem-sucedida dermatologista Nalini (Poorna Jagannathan), seus sentimentos por Paxton Hall-Yoshida (Darren Barnet), o garoto mais popular do colégio, e seu inimigo Ben (Jaren Lewison), não tornaram essa missão fácil para ela. Paralelamente, sua prima mais velha, Kamala (Richa Moorjani), segue fielmente os costumes indianos e tenta aparentar ser uma "garota perfeita", porém tenta esconder seu namorado de faculdade de sua família, já que esperam que ela se case com Prashant (Rushi Kota), um homem indiano que ela nunca conheceu, em um casamento arranjado, comum na cultura indiana. Ao longo da série, Devi começa a lidar com os dramas da fase da adolescência, como romances, intrigas e amizades, além do luto após a morte de seu pai, sua identidade, sua vida escolar e seu relacionamento conturbado com a mãe.
A série é narrada principalmente pelo tenista profissional John McEnroe, com um dos episódios narrados por Andy Samberg. A segunda temporada apresenta Gigi Hadid como a narradora dos pensamentos de Paxton.

## Elenco
| Ator/Atriz            | Personagem              | Temporada       | Temporada       | Temporada       | Temporada       |
| Ator/Atriz            | Personagem              | 1.ª             | 2.ª             | 3.ª             | 4.ª             |
| Principal             | Principal               | Principal       | Principal       | Principal       | Principal       |
| --------------------- | ----------------------- | --------------- | --------------- | --------------- | --------------- |
| Maitreyi Ramakrishnan | Devi Vishwakumar        | Principal       | Principal       | Principal       | Principal       |
| Jaren Lewison         | Benjamin "Ben" Gross    | Principal       | Principal       | Principal       | Principal       |
| Darren Barnet         | Paxton Hall-Yoshida     | Principal       | Principal       | Principal       | Principal       |
| Richa Moorjani        | Kamala Nandiawada       | Principal       | Principal       | Principal       | Principal       |
| Poorna Jagannathan    | Dra. Nalini Vishwakumar | Principal       | Principal       | Principal       | Principal       |
| John McEnroe          | Ele mesmo / Narrador    | Principal       | Principal       | Principal       | Principal       |
| Ramona Young          | Eleanor Wong            | Recorrente      | Principal       | Principal       | Principal       |
| Lee Rodriguez         | Fabiola Torres          | Recorrente      | Principal       | Principal       | Principal       |
| Recorrente            |                         |                 |                 |                 |                 |
| Niecy Nash            | Dra. Jamie Ryan         | Recorrente      | Recorrente      | Recorrente      | Recorrente      |
| Sendhil Ramamurthy    | Mohan Venkatesan        | Recorrente      | Recorrente      | Recorrente      | Recorrente      |
| Benjamin Norris       | Trent Harrison          | Recorrente      | Recorrente      | Recorrente      | Recorrente      |
| Adam Shapiro          | Sr. Lyle Shapiro        | Recorrente      | Recorrente      | Recorrente      | Recorrente      |
| Martin Martinez       | Oliver Martinez         | Recorrente      | Recorrente      | Does not appear | Does not appear |
| Christina Kartchner   | Eve Hjelm               | Recorrente      | Recorrente      | Participação    | Does not appear |
| Alexandra Billings    | Jennifer Warner         | Does not appear | Recorrente      | Does not appear | Recorrente      |
| Jack Seavor McDonald  | Eric Perkins            | Recorrente      | Recorrente      | Recorrente      | Recorrente      |
| Dino Petrera          | Jonah Sharpe            | Recorrente      | Recorrente      | Recorrente      | Does not appear |
| Cocoa Brown           | Diretor Grubbs          | Recorrente      | Recorrente      | Recorrente      | Recorrente      |
| Jae Suh Park          | Joyce Wong              | Recorrente      | Does not appear | Does not appear | Participação    |
| Eddie Liu             | Steve                   | Recorrente      | Does not appear | Does not appear | Does not appear |
| Lily D. Moore         | Rebecca Hall-Yoshida    | Recorrente      | Recorrente      | Recorrente      | Does not appear |
| Hanna Stein           | Shira Liedman           | Recorrente      | Recorrente      | Recorrente      | Does not appear |
| Angela Kinsey         | Vivian Gross            | Recorrente      | Does not appear | Does not appear | Does not appear |
| Michael Badalucco     | Howard Gross            | Recorrente      | Does not appear | Recorrente      | Does not appear |
| Donna Pieroni         | Patty                   | Recorrente      | Does not appear | Recorrente      | Does not appear |
| Rushi Kota            | Prashant                | Recorrente      | Recorrente      | Does not appear | Does not appear |
| Megan Suri            | Aneesa Qureshi          | Does not appear | Recorrente      | Recorrente      | Recorrente      |
| Tyler Alvarez         | Malcolm Stone           | Does not appear | Recorrente      | Recorrente      | Does not appear |
| Dana G. Vaughns       | Marcus Jones            | Recorrente      | Recorrente      | Recorrente      | Does not appear |
| Aitana Rinab          | Zoe Maytag              | Recorrente      | Recorrente      | Recorrente      | Does not appear |
| Common                | Dr. Chris Jackson       | Does not appear | Recorrente      | Does not appear | Does not appear |
| Utkarsh Ambudkar      | Sr. Manish Kulkarni     | Does not appear | Recorrente      | Recorrente      | Recorrente      |
| P.J. Byrne            | Evan Safstrom           | Does not appear | Recorrente      | Does not appear | Does not appear |
| John Mawson           | Dr. Elgin Peters        | Does not appear | Recorrente      | Does not appear | Does not appear |
| Tohoru Masamune       | Kevin Hall-Yoshida      | Does not appear | Recorrente      | Recorrente      | Does not appear |
| Kelly Sullivan        | June Hall-Yoshida       | Does not appear | Recorrente      | Recorrente      | Recorrente      |
| Ranjita Chakravarty   | Nirmala Vishwakumar     | Does not appear | Recorrente      | Recorrente      | Recorrente      |
| Clyde Kusatsu         | Ted Yoshida             | Does not appear | Recorrente      | Does not appear | Does not appear |
| Helen Hong            | Sharon Wong             | Does not appear | Recorrente      | Does not appear | Does not appear |
| Sarayu Blue           | Rhyah                   | Does not appear | Does not appear | Recorrente      | Does not appear |
| Victoria Moroles      | Margot Ramos            | Does not appear | Does not appear | Recorrente      | Recorrente      |
| Anirudh Pisharody     | Nirdesh "Des"           | Does not appear | Does not appear | Recorrente      | Does not appear |
| Michael Cimino        | Ethan Morales           | Does not appear | Does not appear | Does not appear | Recorrente      |
| Jeff Garlin           | Len                     | Does not appear | Does not appear | Does not appear | Recorrente      |
| Ivan Hernandez        | Andres Ramos            | Does not appear | Does not appear | Does not appear | Recorrente      |
| Genneya Walton        | Lindsay Thompson        | Does not appear | Does not appear | Does not appear | Recorrente      |
| Convidado             |                         |                 |                 |                 |                 |
| Markus Jorgensen      | Boris Koslov            | Participação    | Does not appear | Does not appear | Does not appear |
| Gilberto Ortiz        | Alex Gomez              | Participação    | Does not appear | Does not appear | Does not appear |
| Chelly                | Parvesh                 | Participação    | Does not appear | Does not appear | Does not appear |
| Peter James Smith     | Sr. Chan                | Participação    | Does not appear | Participação    | Does not appear |
| Kikéy Castillo        | Christina Harrison      | Participação    | Does not appear | Does not appear | Does not appear |
| Atticus Shaffer       | Jovem da ONU            | Participação    | Does not appear | Does not appear | Does not appear |
| Iqbal Theba           | Aravind                 | Participação    | Does not appear | Does not appear | Does not appear |
| Mark Collier          | Andy                    | Participação    | Does not appear | Does not appear | Does not appear |
| Adriyah Marie Young   | Carley                  | Participação    | Participação    | Participação    | Does not appear |
| Andy Samberg          | Ele mesmo / Narrador    | Participação    | Participação    | Participação    | Does not appear |
| Gigi Hadid            | Ela mesma / Narradora   | Does not appear | Participação    | Does not appear | Participação    |
| Pragathi Guruprasad   | Irmã de Preethi         | Participação    | Does not appear | Does not appear | Does not appear |
| Anjul Nigam           | Raj                     | Participação    | Does not appear | Does not appear | Does not appear |
| Pooja Kumar           | Noor Qureshi            | Does not appear | Participação    | Does not appear | Does not appear |
| Andrew Tinpo Lee      | Paul Wong               | Does not appear | Participação    | Does not appear | Does not appear |
| Sunit Gupta           | Karthik                 | Does not appear | Participação    | Does not appear | Does not appear |
| KT Thangavelu         | Charu                   | Does not appear | Participação    | Does not appear | Does not appear |
| Alex Felix            | Haley Garcia            | Does not appear | Does not appear | Participação    | Does not appear |
| Alli Albrecht         | Phoebe Hayward          | Does not appear | Does not appear | Participação    | Does not appear |
| Deacon Philippe       | Parker                  | Does not appear | Does not appear | Participação    | Does not appear |
| Terry Hu              | Addison                 | Does not appear | Does not appear | Participação    | Participação    |
| Dwight Howard         | Ele mesmo               | Does not appear | Does not appear | Does not appear | Participação    |
| Janina Gavankar       | Akshara                 | Does not appear | Does not appear | Does not appear | Participação    |
| Peter Gardner         | Coach Noble             | Does not appear | Does not appear | Does not appear | Participação    |
| Claudia O'Doherty     | Baby                    | Does not appear | Does not appear | Does not appear | Participação    |
| Jade Bender           | Blair Quan              | Does not appear | Does not appear | Does not appear | Participação    |
| Ken Marino            | Stoo                    | Does not appear | Does not appear | Does not appear | Participação    |

## Produção

### Desenvolvimento
A série original da Netflix é a primeira do gênero, uma das poucas séries estrelada por uma mulher indiano americana e a única protagonizada por uma adolescente. Na produção estiveram as empresas Kaling International, Original Langster, 3 Arts Entertainment e Universal Television.

### Escolha do elenco
Never Have I Ever tem atores e atrizes pouco conhecidos no meio artístico. Maitreyi Ramakrishnan, a protagonista da série, faz sua estreia nesta produção; Richa Moorjani interpreta Kamala, prima do protagonista; Darren Barnet interpreta Paxton, o interesse amoroso de Devi; Lee Rodriguez representa Fabiola, uma das melhores amigas de Devi. Também apresenta atores que apareceram regularmente em produções conhecidas, como Ramona Young, que interpreta Eleanor, uma das melhores amigas de Devi; Poorna Jagannathan como Nalini, a mãe de Devi, e Sendhil Ramamurthy como o pai de Devi, Mohan.
Para os personagens principais de Devi e suas amigas, uma chamada pública foi feita através das redes sociais, para a qual mais de 15.000 jovens candidatos de todo o mundo foram submetidos à seleção. A estreante Maitreyi Ramakrishnan afirmou que está "animada em fornecer uma 'representação realista em vez de simbólica' para os telespectadores mais jovens." Ramakrishnan foi escolhida pela cocriadora da série, "Quero que outros tâmeis ao redor do mundo se orgulhem dos tâmeis que estão fazendo isso." expressou a jovem atriz. Todos os atores se encontraram na primeira leitura de mesa e nenhuma "leitura de química" foi feita entre os personagens.

### Filmagens
A série começou a ser filmada em 14 de julho de 2019, com produção encerrada em 31 de outubro de 2019. A produção da segunda temporada começou em 10 de novembro de 2020, no Universal Studios, em Los Angeles, e terminou no final de março de 2021.

## Episódios

### Resumo
| Temporada | Temporada | Episódios | Episódios | Originalmente lançado |
| --------- | --------- | --------- | --------- | --------------------- |
|           | 1         | 10        | 10        | 27 de abril de 2020   |
|           | 2         | 10        | 10        | 15 de julho de 2021   |

### 1.ª Temporada (2020)
| N.º na série | N.º na temp. | Título Original Título no Brasil                                                     | Dirigido por      | Escrito por                      | Lançamento          |
| --- | ------------ | ------------------------------------------------------------------------------------ | ----------------- | -------------------------------- | ------------------- |
| 1 | 1            | "Pilot" "Piloto"                                                                     | Tristram Shapeero | Mindy Kaling & Lang Fisher       | 27 de abril de 2020 |
| Após a morte de seu pai e sendo confinada a uma cadeira de rodas em seu primeiro ano, Devi está determinada a ter um excitante segundo ano. Ela implora às melhores amigas Eleanor e Fabiola que arranjem namorados, para que o grupo fique bacana. No entanto, quando ela descobre que Eleanor tem um namorado, ela tem um colapso nervoso e pergunta ao colega Paxton se ele quer fazer sexo. A prima de Devi, Kamala, é informada de que seu casamento está sendo arranjado. |              |                                                                                      |                   |                                  |                     |
| 2 | 2            | "... had sex with Paxton Hall-Yoshida" "... transei com Paxton Hall-Yoshida"         | Tristram Shapeero | Justin Noble                     | 27 de abril de 2020 |
| Devi sai cedo do ensaio da orquestra para ir para a casa de Paxton, mas vai embora quando não se sente pronta para fazer sexo. Kamala se encontra com seu namorado secreto, Steve, e relutantemente termina com ele devido ao seu casamento arranjado. |              |                                                                                      |                   |                                  |                     |
| 3 | 3            | "... gotten drunk with the popular kids" "... fiquei bêbada com a galera popular"    | Linda Mendoza     | Amina Munir                      | 27 de abril de 2020 |
| Na aula de história, Devi fica encantada quando Paxton a convida para fazer parte de seu grupo, mas o ouve dizendo que a convidou para tirar uma boa nota. Eleanor e Fabiola se juntam a Eve, por quem Fabiola tem uma queda. Fabiola então termina com o namorado e percebe que ela é lésbica. Devi é convidada para uma festa e vê Paxton flertando com Zoe. Depois de bêbada, Devi vê um coiote na festa e, acreditando que ele tem o espírito de seu pai morto, ela fala com ele. Ele a ataca e Paxton a leva para o hospital. No hospital, Paxton afirma que são apenas amigos. Inspirado por uma cena de Riverdale, Kamala se reconcilia com Steve. |              |                                                                                      |                   |                                  |                     |
| 4 | 4            | "... felt super Indian" "... me senti superindiana"                                  | Linda Mendoza     | Mindy Kaling                     | 27 de abril de 2020 |
| Em uma celebração de Ganesha Shaturthi realizada na escola, a mãe de Devi, Nalini, pede a Devi para falar com Ron, um conselheiro de admissão na faculdade. Ron pede a Devi para usar a morte de seu pai e sua paralisia temporária como uma história para entrar na faculdade, mas ela se recusa. Durante o festival, Kamala conhece Jaya Kuyavar, que é condenada ao ostracismo por recusar seu casamento arranjado e, em vez disso, se casar com um homem muçulmano-americano de quem ela mais tarde se divorciou. Ela encoraja Kamala a prosseguir com seu casamento para evitar ser rejeitada também. |              |                                                                                      |                   |                                  |                     |
| 5 | 5            | "... started a nuclear war" "... comecei uma guerra nuclear"                         | Kabir Akhtar      | Chris Schleicher & Akshara Sekar | 27 de abril de 2020 |
| Fabiola reúne seus familiares para sair do armário, mas de repente muda de ideia. Paxton conta a Eleanor que sua mãe, Joyce, os serviu em um restaurante, apesar de ela ouvir que está trabalhando em um cruzeiro como atriz. Fabiola a acompanha até o restaurante, onde encontram Joyce. Depois, ela se dirige a Eleanor, que a apóia. Devi se junta ao Modelo da ONU e alimenta a mentira de que ela e Paxton estão dormindo juntos. Ela e o inimigo Ben unem forças para conseguir álcool para os membros. No dia seguinte, Devi se volta contra ele na ONU por acidentalmente revelar que ela está dormindo com Paxton para os outros membros, e faz com que os membros fiquem ao seu lado. Paxton então a confronta sobre como usá-lo.                                        |              |                                                                                      |                   |                                  |                     |
| 6 | 6            | "... been the loneliest boy in the world" "... fui o garoto mais solitário do mundo" | Kabir Akhtar      | Aaron Geary & Ben Steiner        | 27 de abril de 2020 |
| Ben sai do Modelo da ONU, e volta casa, até sua mãe, partindo para um resort de auto-realização. Planejando ver um jogo ao lado da quadra com a namorada e o pai, ambos cancelam na cara dele, então Ben dá os ingressos para sua governanta. Sentindo-se solitário, ele se encontra com um amigo de um fórum online, que revelou ser um homem de 50 anos. Ben vê Nalini por causa de uma espinha, e ela o convida para um jantar com ela e os Vishwakumars. Inicialmente chateada com a chegada de Ben, Devi fica agradavelmente surpresa quando ele não expõe seu comportamento no Modelo da ONU. Narrado por Andy Samberg. |              |                                                                                      |                   |                                  |                     |
| 7 | 7            | "... been a big, fat liar" "... fui uma tremenda mentirosa"                          | Anu Valia         | Erica Oyama                      | 27 de abril de 2020 |
| Devi tenta fazer as pazes com Eleanor e Fabiola. Ela visita Joyce no trabalho e a incentiva a conversar com Eleanor. Joyce chega à escola e vê Eleanor ensaiar, mas sai no meio do caminho para voltar para a Broadway. Atormentada, Eleanor para de atuar. Fabiola pede que Devi apoie Eleanor, mas quando Paxton manda uma mensagem para Devi, ela vai até a casa dele. |              |                                                                                      |                   |                                  |                     |
| 8 | 8            | "... pissed off everyone I know" "... deixei todo mundo que eu conheço p* da vida"   | Anu Valia         | Chris Schleicher                 | 27 de abril de 2020 |
| Eleanor e Fabiola decidem dar um tempo de Devi, então ela vai ver sua terapeuta. Ela diz a Devi que todo o drama decorre da tristeza por seu pai, e Devi decide que ela quer um novo terapeuta. Ben dá uma festa em seu aniversário, e depois que Devi encontra Kamala com Steve, ela chantageia Kamala para levá-la sorrateiramente para a festa. Ao saber que uma colega estragou o ponche, Devi vê Fabiola prestes a beber e tenta avisá-la, mas sem querer derrama a tigela de ponche sobre ela. Fabiola briga com ela na frente da multidão e acaba se assumindo sem querer. Eve, que ouviu, marca um encontro com ela. Depois que Devi cai na piscina, Paxton a leva para casa e a beija.                                                                                     |              |                                                                                      |                   |                                  |                     |
| 9 | 9            | "... had to be on my best behavior" "... me comportei tanto"                         | Tristram Shapeero | Matt Warburton                   | 27 de abril de 2020 |
| O marido em potencial de Kamala encontra-se com a família durante o almoço pela primeira vez. Devi entra no quarto de Kamala para colocar um presente e descobre que Steve está lá, esperando para resgatar Kamala de seu casamento arranjado. A pedido de Devi, Kamala conversa com Steve para resolver as coisas. Nalini se aproxima deles e revela que sabia sobre os dois como um casal. Paxton chega para devolver o vestido de Devi da festa, e acidentalmente revela que Devi foi secretamente à festa de Ben e que ela e Paxton se beijaram. Nalini, furiosa, grita com Paxton por "arruinar" a vida de Devi. O tio de Devi revela que Nalini está planejando mudar os dois para a Índia. Devi briga com Nalini e se recusa a se mudar.                                     |              |                                                                                      |                   |                                  |                     |
| 10 | 10           | "... said I'm sorry" "... disse que sentia muito"                                    | Tristram Shapeero | Lang Fisher                      | 27 de abril de 2020 |
| Paxton evita Devi após o incidente com Nalini. Devi vai morar com Ben para que ela não possa se mudar para a Índia. Nalini a visita no aniversário de Mohan e pede que ela espalhe as cinzas do pai com ela, mas ela se recusa. Para convencer Devi a espalhar as cinzas com Nalini, Ben conta com a ajuda de Fabiola e Eleanor, que reconciliam a amizade. Eles encorajam Devi a ir, então Ben a leva para Malibu. Devi, Nalini e Kamala espalharam as cinzas de Mohan e ela concordou em voltar a morar com eles. Depois, Devi encontra Ben esperando em seu carro para se certificar de que ela está bem; tocada, ela beija Ben e ele retribui. Enquanto isso, Paxton, a pedido de sua irmã para se reconciliar com Devi, deixa uma mensagem enquanto espera na porta da frente. |              |                                                                                      |                   |                                  |                     |

### 2.ª Temporada (2021)
| N.º na série | N.º na temp. | Título Original Título no Brasil                              | Dirigido por          | Escrito por                        | Lançamento          |
| --- | ------------ | ------------------------------------------------------------- | --------------------- | ---------------------------------- | ------------------- |
| 11 | 1            | "... been a playa" "… fiquei na pegação"                      | Kabir Akhtar          | Mindy Kaling                       | 15 de julho de 2021 |
| Devi e Ben são interrompidos por Nalini, que a repreende por ficar com ele. Depois que Devi e Nalini junto com Kamala voltam para casa, Devi encontra Paxton esperando do lado de fora de sua casa. Eles concordam em ter um encontro em sua casa, o que deixa Devi indecisa sobre namorar com ele ou Ben. Por ordem de Eleanor e Fabiola, ela decide terminar com Ben, mas não o faz e acaba namorando com ele. No entanto, ela decide não namorar Paxton depois que seu primeiro encontro dá errado. Apesar disso, ela volta com ele, o que significa que Devi está namorando Ben e Paxton ao mesmo tempo. Em outro lugar, Kamala está entusiasmada em trabalhar com o Dr. Elgin Peters, um citologista proeminente, mas fica frustrada depois de ter que lidar com seu assistente sexista, Evan. Enquanto planejava voltar para a Índia, Nalini tenta vender sua lista de pacientes para o Dr. Chris Jackson, um dermatologista proeminente, mas arrogante. No entanto, ela é rejeitada friamente. |              |                                                               |                       |                                    |                     |
| 12 | 2            | "... thrown a rager" "… dei uma megafesta"                    | Kabir Akhtar          | Kabir Akhtar                       | 15 de julho de 2021 |
| Devi planeja dar uma super festa e convida apenas Paxton por causa de sua identidade falsa, para que ele possa trazer álcool. Eleanor acidentalmente convida Ben também, e eles descobrem que Devi está namorando os dois. Paxton sai furioso e Devi o segue até a rua, onde Paxton é atropelado por um carro. Nalini fez uma viagem reveladora à Índia, onde se encontrou com sua sogra e decidiu não se mudar para a Índia, o que significa que Devi terá que enfrentar Paxton e Ben na escola. |              |                                                               |                       |                                    |                     |
| 13 | 3            | "... opened a textbook" "… abri o caderno"                    | Kim Nguyen            | Erica Oyama                        | 15 de julho de 2021 |
| Após a festa caótica, Paxton e Ben evitam Devi. Paxton é mostrado com um braço quebrado, impedindo-o de praticar esportes, o que encerra seu ingresso na faculdade com uma bolsa de natação. Por vingança, ele obriga Devi a fazer todo o seu dever de casa até que sua irmã e uma visita ao avô o convence a parar de agir com frieza, fazendo com que ele então se reconcilie com Devi. Ela então o dá aulas, e Paxton passa em um exame no processo. Narrado por Gigi Hadid. |              |                                                               |                       |                                    |                     |
| 14 | 4            | "... had an Indian frenemy" "… tive uma amiga falsa da Índia" | Lena Khan             | Amina Munir                        | 15 de julho de 2021 |
| Devi fica ressentida com a nova indiana na escola, Aneesa, mas depois, elas têm uma festa do pijama, e Devi e Aneesa se conhecem. Elas fogem à noite, onde se encontram com alguns meninos, incluindo Ben e Malcolm, a paixão de Eleanor. Devi recebe um piercing no nariz em um desafio de Ben, que faz uma tatuagem, só mais tarde revelando que não é real, em vingança. Na manhã seguinte, quando Nalini descobre o piercing de Devi, Aneesa a cobre. Kamala luta para ser respeitada e tratada como igual em seu laboratório. |              |                                                               |                       |                                    |                     |
| 15 | 5            | "... ruined someone’s life" "… destruí a vida de alguém"      | Maggie Carey          | Aaron Geary & Ben Steiner          | 15 de julho de 2021 |
| Durante um revezamento de 24 horas, para aumentar sua nota de EF de volta para A, Devi percebe que Ben e Aneesa estão juntos o tempo todo. Paranóica, ela constantemente tenta mantê-los longe um do outro, forçando ele a correr a volta de revezamento. Depois que ela os vê entrando na tenda de Trent presumindo que eles vão transar, Devi espalha o boato de que Aneesa tem anorexia. Depois de ver Aneesa perturbada e descobrir que ela de fato tem anorexia e que foi transferida para a Sherman Oaks High School por ter sido humilhada por isso, Devi deixa o revezamento se sentindo culpada por suas ações, embora ela não confesse a ninguém. Enquanto isso, Fabiola descobre que sua mãe e Eve estarão no mesmo revezamento, então ela tenta mantê-las afastadas, temendo que sua mãe seja estranha demais para o gosto de Eve. Porém, após receber o incentivo de Eve e descobrir que as duas gostam do filme Carol, Fabiola a apresenta. A mãe de Fabiola sugere então que Eve e Fabiola concorram a Rainha e Rainha Grilo para o baile de inverno da escola. |              |                                                               |                       |                                    |                     |
| 16 | 6            | "... betrayed a friend" "… traí uma amiga"                    | Lena Khan & Anu Valia | Marina Cockenberg & Vance Stringer | 15 de julho de 2021 |
| Depois de espalhar o boato de que Aneesa está com anorexia, Devi espera desesperadamente não ser pega. No entanto, quando Aneesa relata o boato ao diretor, Aneesa e Devi são recrutadas para investigar quem espalhou o boato. Devi acusa Zoe e Shira por espalharem o boato, o que as suspende no processo. Mais tarde, por culpa, Devi confessa ter iniciado o boato sobre Aneesa que a leva a ser suspensa na manhã seguinte na escola. Paxton, já irritado, diz a Devi que ele falhou no teste e que ela deveria estar lá para ajudá-lo. Enfurecida, Devi diz a ele que ele precisa ser um aluno melhor e que ela foi suspensa. Enquanto isso, Kamala descobre que Evan plagiou sua descoberta e deu crédito a todos no rascunho de seu novo artigo, exceto a ela. Enquanto participava de uma festa de aposentadoria de seu mentor, Dr. Morales, Nalini começa a se relacionar com Chris. Durante o período em que Shira e Zoe estão suspensas, Fabiola e Eve se inscreveram para concorrer a Rainha e Rainha Grilo. |              |                                                               |                       |                                    |                     |
| 17 | 7            | "... begged for forgiveness" "… implorei perdão"              | Lena Khan             | Dave King                          | 15 de julho de 2021 |
| Durante sua suspensão, Nalini implica Devi e a força a ajudar Nirmala em suas tarefas. Quando eles jantam naquela noite, Ben visita a casa de Devi e diz a ela que Aneesa será transferida para outra escola. Ele implora que Devi peça desculpas a Aneesa para impedi-la de fazê-lo. Sem saber como fazer isso, Devi convoca Eleanor e Fabiola para ajudá-la a se desculpar. No entanto, devido ao tom otimista do pedido de desculpas, Aneesa rejeita e não muda de ideia sobre deixar a escola. Depois de reprovar pela primeira vez, Devi volta à escola pela segunda vez e apresenta um pedido de desculpas mais sincero a Aneesa, mas descobre que sua mãe insiste em transferi-la. Com a ajuda de Nalini, graças aos conselhos de Chris sobre os pais, Devi consegue que Aneesa fique e Nalini e Devi fortalecem seu vínculo no processo. Enquanto isso, usando o conselho que recebeu de Devi e Setseg, um colega cientista, Kamala coloca seu nome no artigo e enfrenta Evan. Mais tarde, após elogiar Chris por seu conselho, Nalini e ele se beijam. |              |                                                               |                       |                                    |                     |
| 18 | 8            | "... been Daisy Buchanan" "… fui Daisy Buchanan"              | Claire Scanlon        | Asmita Paranjare & Christina Hjelm | 15 de julho de 2021 |
| Depois de ser informado para se preparar para um julgamento simulado sobre se Daisy Buchanan foi ou não responsável pelo assassinato de Jay Gatsby, Devi se junta a Ben e Aneesa para provar a inocência de Daisy em um julgamento simulado. No entanto, o flerte constante de Ben e Aneesa testa a promessa de Devi de lidar com suas emoções com maturidade. Depois de pedir conselhos ao Sr. Kulkarni, Devi consegue suportar o flerte de Ben e Aneesa. Eventualmente, no dia do julgamento simulado, Fabiola observa que Daisy matou Gatsby metaforicamente um ano antes da história e, portanto, ela não era inocente, vencendo o julgamento. Enquanto isso, Devi e Fabiola descobrem que Malcolm está traindo Eleanor e fazem uma intervenção para ela. No entanto, Eleanor volta com ele e despreza suas amigas depois que Malcolm dá uma desculpa. Mais tarde, depois de dar uma volta de carro em Paxton, Devi encontra sua mãe beijando Chris em seu carro. |              |                                                               |                       |                                    |                     |
| 19 | 9            | "... stalked my own mother" "… segui minha mãe"               | Claire Scanlon        | Chris Schleicher                   | 15 de julho de 2021 |
| Suspeitando de Nalini, Devi a estimula na tentativa de obter detalhes de seu relacionamento com Chris. No entanto, Nalini não revela nada sobre sua relação com ele. Naquela noite, Devi leva Kamala para sua casa e elas espionam Nalini e Chris jantando. No entanto, quando Devi cai do telhado e acidentalmente deixa cair seu telefone na jacuzzi de Chris, destruindo-o no processo. Nalini repreende Devi com raiva e leva ela de volta para casa com Kamala. Em casa, Devi repreende Nalini por namorar Chris logo depois de se livrar das cinzas de Mohan. No entanto, Nirmala dá um tapa nela e diz a ela que a decisão é de sua mãe e não dela. Durante o aconselhamento com sua psiquiatra, Dra. Ryan, Devi é diagnosticada com fraquezas psicossomáticas. Mais tarde, Nirmala ajuda Devi e Nalini a se reconciliarem e Nalini mostra a Devi uma fita de vídeo de Mohan e ela decidindo qual será o nome de Devi. Enquanto isso, Malcolm termina com Eleanor fazendo-a procurar sua madrasta, o conselho de Sharon. Usando-o, Eleanor promete passar mais tempo com pessoas que não a abandonam e se relaciona com Sharon e seu pai, eventualmente fazendo as pazes com Devi e Fabiola na peça da escola. Paxton, seguindo o conselho de Devi sobre não contar com ela para ter boas notas, traz seu avô para falar sobre suas experiências em campos de internamento japoneses, para sua atribuição de crédito extra em História da Facing. Naquela noite, Paxton entra furtivamente no quarto de Devi para ficar com ela, mas a chama de "amiga" depois de ver a peça da escola no dia seguinte. |              |                                                               |                       |                                    |                     |
| 20 | 10           | "... been a perfect girl" "… fui uma garota perfeita"         | Lang Fisher           | Lang Fisher                        | 15 de julho de 2021 |
| Depois de encontrar Paxton na peça da escola, Devi não tem certeza de seu relacionamento e pede o conselho de Eleanor e Fabiola. Com a recomendação delas, ela convida Paxton para o baile de inverno, embora ele a rejeite. Quando ela tem um colapso emocional no banheiro, Ben, que viu a rejeição de Paxton, vem consolar Devi. Com o incentivo dele, de Fabiola e Eleanor, Devi termina com Paxton. No baile de inverno, Devi leva Eleanor como seu par. Porém, quando Eve pergunta onde Fabiola está, eles descobrem que ela está tendo um colapso emocional e Devi e Eleanor a consolam. Com a ajuda delas e de Jonah, Fabiola aprende a se abraçar como lésbica e a não viver de acordo com os padrões dos outros. Logo depois, Eve e Fabiola são coroadas como as primeiras Rainha e Rainha Grilo e as duas dançam juntas. Depois que Trent convida Eleanor para dançar, Devi decide deixar o baile, sentindo-se sozinha por não ter ninguém com quem dançar. No entanto, Paxton aparece e ele e Devi voltam a dançar para o espanto de todos. Enquanto isso, Kamala foge do jantar de sua família com ela para se tornarem sogros e irem cantar no karaokê com Kulkarni. |              |                                                               |                       |                                    |                     |

## Recepção

### Resposta da crítica
No Rotten Tomatoes, a série possui um índice de aprovação de 96% com base em 51 avaliações, com uma classificação média de 7,8/10. O consenso crítico do site diz: "A nova versão de Never Have I Ever sobre a comédia do amadurecimento é hilariantemente honesta, docemente inteligente e provavelmente fará com que os espectadores se apaixonem pela charmosa recém-chegada Maitreyi Ramakrishnan." No Metacritic, tem uma pontuação média ponderada de 80 em 100 com base em 18 críticos, indicando "avaliações geralmente favoráveis".
Prathyush Parasurman, da Film Companion, escreveu: "As críticas que muitos de nós tínhamos sobre a primeira temporada deste drama escolar de Mindy Kaling e Lang Fisher em relação à representação indiana se mantêm, mas o núcleo emocional é rico em ímpeto".
Foi bem recebida pela mídia ao descrever e refletir as preocupações dos adolescentes e os papéis comumente atribuídos aos personagens indianos nas séries de televisão ou em filmes. A CNN elogiou especialmente a série por quebrar estereótipos asiáticos.

O seu sucesso como comédia adolescente vem acompanhado de outros condimentos: "a miscigenação de etnias que a rodeiam, os costumes tradicionais indianos e os estereótipos que se quebram, a reflexão sobre os casamentos arranjados, o que significa passar uma grande perda na juventude, discriminação, a reavaliação de quão divertidos os “eventos nerds” podem ser, a aceitação da homossexualidade, o valor da amizade, a importância cultural dada à vida sexual e outros temas que se desenvolvem ao longo dos dez episódios."
Never Have I Ever fala sobre medos e perdas, bem como sobre o processo de assimilá-los. Fala de inseguranças, objetivos e diferentes culturas e realidades, que olha com a perspetiva dos jovens, mas sempre com o maior respeito. Fala-nos dos problemas de comunicação e dos sentimentos que todos nós, adolescentes e adultos, escondemos, mas que nos corroem por dentro. De amor e liberdade, amizade, rivalidade, relações pais-filhos, complexos, preconceitos e clichês antiquados... Tudo com um tom próximo e divertido.
A segunda temporada continua a se aprofundar nas questões de identidade pessoal, discriminação racial, amizade, luto, sexualidade adolescente, etc.
Da mesma forma, sua protagonista, a atriz debutante Maitreyi Ramakrishnan, recebeu elogios por seu trabalho no papel de Devi. Para Brian Lowry da CNN, "Never Have I Ever traz um novo apelo a uma fórmula antiga, como é a história do despertar da adolescência". Para o crítico, isso se deve em grande parte ao grande desempenho de Maitreyi Ramakrishnan.

### Controvérsia
Foram levantadas preocupações sobre as representações antissemitas de personagens judeus. A Harvard Political Review (HPR) observa que "O antissemitismo do programa é exacerbado pela caracterização do rival acadêmico [de Devi] como uma caricatura judaica e pelas piadas que sua religião e riqueza geram às suas custas." As respostas críticas à natureza clichê da representação judaica no programa foram citadas como "dolorosamente estereotipadas". O personagem Ben Gross é considerado judeu, extremamente rico, mimado e materialista, e rápido em acusar falsamente os outros de antissemitismo. Tais características são facetas comuns de representações judaicas estereotipadas. Outra personagem judia, Shira, foi criticada pela caracterização aberta do estereótipo da Jewish-American Princess (JAP). Ainda outro personagem distintamente judeu, o Sr. Shapiro, é retratado como autocongratulatório, "separado da realidade" e mostrando pouco autoconhecimento. Além disso, a HPR observa que, ao contrário da caracterização matizada de personagens indo-americanos, afro-americanos e asiáticos, os personagens judeus costumam ser construídos unidimensionalmente: "piadas [sobre a religião e riqueza de Ben Gross]" são geradas às custas dele.

### Audiência
Na reunião de relatório do segundo trimestre em julho de 2020, a Netflix relatou que a série foi vista por 40 milhões de lares em todo o mundo desde seu lançamento.